# St. George (Utah)
St. George is een plaats (city) in de Amerikaanse staat Utah, en valt bestuurlijk gezien onder Washington County. St. George ligt aan de Interstate 15 tussen Las Vegas en Salt Lake City. Het ligt tevens aan de grens van de staat Arizona.
In 1953 werd nabij St. George een atoomproef uitgevoerd, waarbij militairen bij wijze van proef werden blootgesteld aan een kernexplosie. Veel van deze militairen overleden vroegtijdig aan stralingsziekten. Tientallen acteurs en andere medewerkers van de John Wayne-film The Conqueror (1956), opgenomen nabij het proefterrein, overleden eveneens aan kanker.

## Geboren
- Amanda Righetti (1983), actrice
- Brendon Urie (1987), zanger